# Dun Lagaidh
Dun Lagaidh (auch Dun Eagaibh) ist ein ovaler Felsvorsprung am Loch Broom, einem Meeresarm nördlich von Blarnalearoch, in Ross and Cromarty  in der Council Area Highland in Schottland. Die Anlagen Dun Lagaidh und Dun Ringill auf Skye werden auch als Semi-Brochs bezeichnet. Der Platz war zunächst Standort eines hölzernen Forts, das mit einem Dun überbaut wurde, das später in ein Castle einbezogen wurde. 

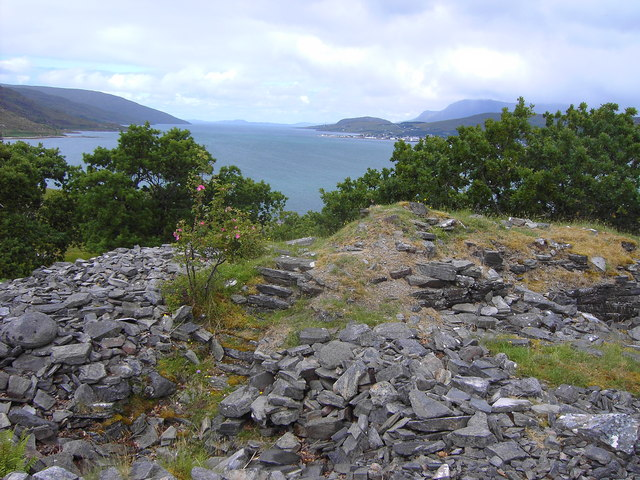
Dun Lagaidh

Die Ausgrabungen von Euan Wallace MacKie (1936–2020) in den Jahren 1967–68 zeigten, dass das Fort, das durch einen etwa 80 m langen zwischen 18 und 27 m breiten Abschnittswall mit einer Verstärkung aus Holzstämmen gebildet wurde, die Ostseite des Hügels abriegelte, wo auch ein schmaler Zugang erkennbar ist. Eine C14-Datierung ergab das eisenzeitliche Datum von etwa 565 v. Chr. Das einzige Artefakt aus dieser Phase war ein Fragment aus dünner Bronze, möglicherweise Bestandteil eines Spiegels oder Rasiermessers. 
Das Dun liegt über der Ostseite des Forts und hat einen Durchmesser von 17,5 m; mit 3,3 bis 4,2 m dicken Wänden. Der Osteingang ist mit einer Wachkammer durch zwei Türen gesichert. Auf der gegenüberliegenden Seite des zentralen Hofes liegt der Zugang zu einer Innentreppe, die noch 16 Stufen umfasst. Zu den Funden aus dem zentralen Hof gehören eine bronzene Ringnadel, mehrere Spinnwirtel, viele kurze eiserne Nägel und Fragmente von Bronzeblech mit Nieten, möglicherweise zum Flicken eines Gefäßes aus Metall. 
Vermutlich im 12. Jahrhundert wurde das Dun zu einem Castle umgebaut. Der Zugang wurde blockiert, die Mauer verstärkt und die Innentreppe wieder als Zugang verwendet. Zwei radiale Mauern wurden von dem Dun bis an die Mauer des ältesten Fort gebaut, wodurch eine Vorburg (engl. Bailey) entstand.

## Der Hort

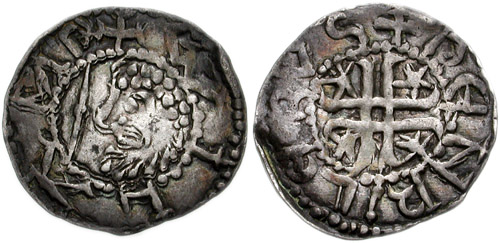
Short-cross pennie

Unter dem Schutt der nördlichen radialen Wand wurde ein Hort aus 14 ganzen und 8 halben Münzen entdeckt, identifiziert als englische „short-cross pennies“ aus Silber aus dem späten 12. Jahrhundert (geprägt seit 1180). Sie tragen die Inschrift HENRICUS REX und wurden in Carlisle, Exeter, Lincoln, London, Northampton, Norwich, Oxford, Wilton, Winchester, Worcester und York geprägt. Hinzu kommen zwei schottische Münzen mit der Inschrift „William the Lion“ (1165–1214).
In der Nähe liegen Dun Canna und Dun an Ruigh Ruadh.